# Kenny (1987)
Kenny (auch: The Kid Brother oder Der kleine Bruder) ist ein semi-autobiographisches Filmdrama von Claude Gagnon aus dem Jahr 1987. In Deutschland kam der Film am 6. April 1989 in die Kinos.

## Handlung
Kenny Easterday (1973–2016) wurde 1973 mit dem Gendefekt Sakrokokzygeale Agenesie geboren. Nachdem ihm im Alter von 6 Monaten beide Beine amputiert worden waren, wächst Kenny ohne Beine und ohne Unterleib auf. Im Alter von 13 Jahren wird er von einem franko-kanadischen Filmteam begleitet, die dokumentieren, wie er sich ohne Beine durchs Leben schlägt. Er verzichtet hartnäckig auf Beinprothesen und bewegt sich auf Händen gehend fort. Außerdem nutzt er zur Fortbewegung ein Skateboard.

## Besetzung
- Kenny Easterday als Kenny
- Zach Grenier als Jesse
- Caitlin Clarke als Sharon
- Liane Alexandra Curtis als Sharon Kay
- Jesse Easterday Jr. als Eddy

## Auszeichnungen (Auswahl)
- Grand Prix des Amériques, Montreal World Film Festival (1987)
- CIFEJ-Preis, Kinderfilmfest der Internationalen Filmfestspiele Berlin (1988)[6]
- UNICEF-Preis – Honorable Mention (Internationale Filmfestspiele Berlin) (1988)
- Special Jury Prize, Paris Film Festival (1988)

## Hintergrund
- Der Film erhielt besondere Empfehlungen durch das Japanische Ministerium für Bildung, Kultur, Sport, Wissenschaft und Technologie, dem Japanischen Verband behinderter Kinder und von UNICEF Japan.[6]

- Gedreht wurde in Kennys Heimatstadt Aliquippa sowie in Pittsburgh im US-Bundesstaat Pennsylvania.[7]

## Zitat
Kenny Easterday selbst sagte über sich folgendes:

“Handicapped? What do you mean handicapped? I can do anything that anybody wants me to do! If I was handicapped it's because of these damned legs!”

„Behindert? Was meinst du mit behindert? Ich kann alles tun, was jeder von mir will! Wenn ich behindert war, dann wegen dieser verdammten Beine!“